# Noe Ramischwili

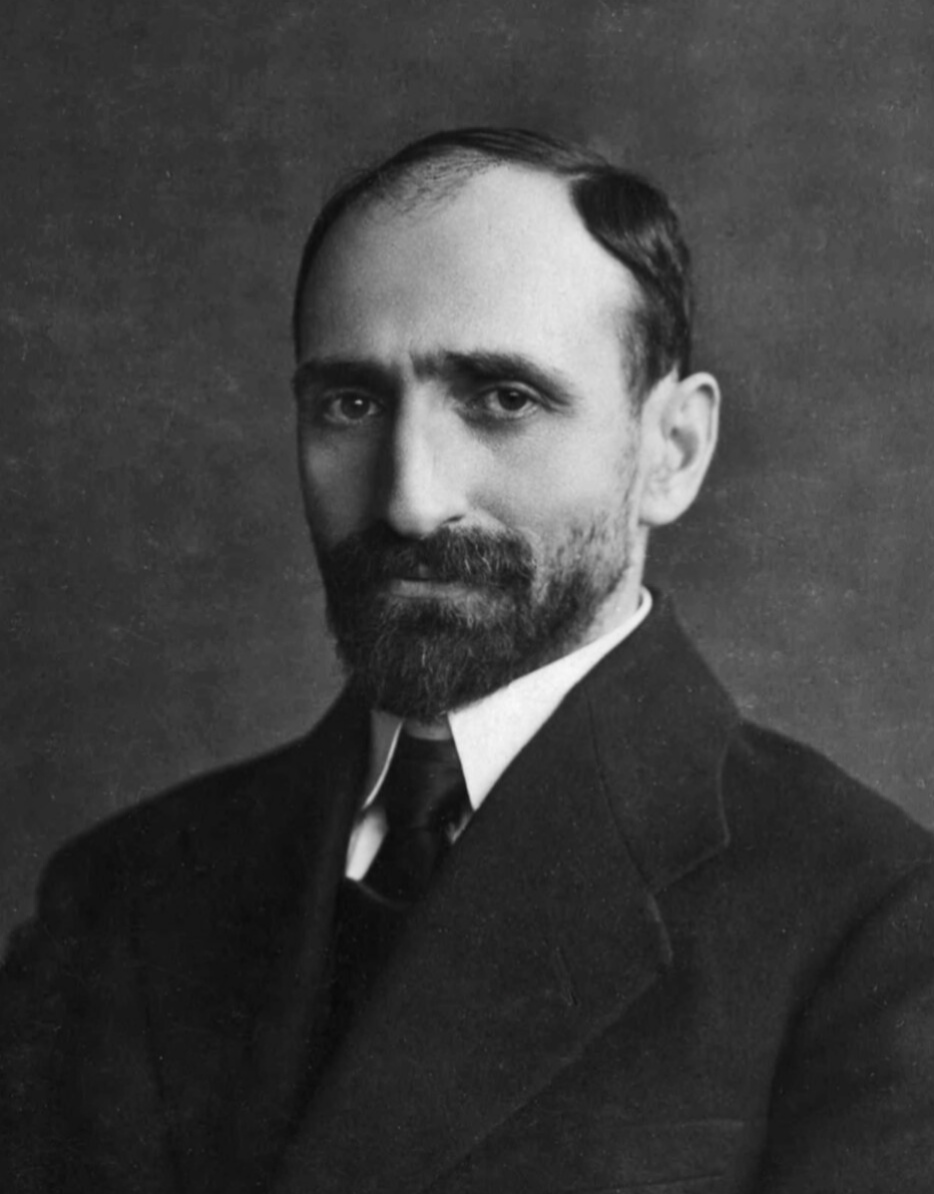
Noe Ramischwili (1919)

Noe Ramischwili (georgisch ნოე რამიშვილი; * 7. Dezember 1881 in Gurien; † 7. Dezember 1930 in Paris) war ein georgischer Politiker (Sozialdemokrat). Der führende Menschewik war von Mai bis Juni 1918 Premierminister der ersten georgischen Republik, anschließend Innenminister, Bildungs- und Verteidigungsminister.

## Leben
1902 trat er der Sozialdemokratischen Arbeiterpartei Russlands (SDAPR) bei. 1903 schloss er sich dem menschewistischen Flügel der Partei an, wurde einer seiner Sprecher. Nach der Februarrevolution 1917 wurde er Mitglied der georgischen Arbeiter- und Soldatenräte. Am 22. April 1918 wurde er Innenminister der Transkaukasischen Föderativen Republik, einem lockeren Bund der früheren russischen Gouvernements auf den Gebieten Georgiens, Armeniens und Aserbaidschans.
Am 26. Mai 1918 wurde er Premierminister der neu gegründeten Demokratischen Republik Georgien. Er stand einem Koalitionskabinett aus menschewistischen Sozialdemokraten, National-Demokraten und Sozial-Föderalisten vor. Am 24. Juni des gleichen Jahres wurde er als Premier von Noe Schordania abgelöst. Ramischwili übernahm das Amt des Innenministers, wo er mit harter Hand gegen bolschewistische und separatistische Aufstände in den Provinzen vorging. Nach den Regierungsneubildung im März 1919 wurde er gleichzeitig Bildungs- und Verteidigungsminister.
Am 25. Februar 1921 wurden Ramischwili und die georgische Regierung von der Roten Armee aus Tiflis vertrieben. Er residierte zunächst in Kutaissi, dann in Batumi. Am 17. März 1921 verließ er Georgien und ging nach Frankreich ins Exil. Er lebte zunächst in Paris, ab 1922 in Leuville-sur-Orge.
Von dort aus beteiligte er sich 1924 an der Vorbereitung des August-Aufstandes in Georgien. Später wurde er ein führendes Mitglied der in Polen entstandenen antisowjetischen Prometheus-Bewegung. Am 7. Dezember 1930 wurde er von einem georgischen GPU-Agenten in Paris ermordet.
Ramischwili war verheiratet und hatte einen Sohn, Akaki.